# Dragiša Lapčević
Dragutin „Dragiša“ Lapčević (Užice, 13. oktobar 1867 – Beograd, 14.avgust 1939) je bio srpski političar, novinar i istoričar. Bio je predsednik Srpske socijaldemokratske stranke od njenog osnivanja, predsednik opštine Požega (1893.-1894.), narodni poslanik Kraljevine Srbije, opštinski odbornik u Beogradu i urednik Radničkih novina.
Veliki međunarodni ugled stekao je glasanjem protiv ratnih budžeta uoči balkanskih ratova i prvog svetskog rata, zalažući se za Balkansku federaciju. U posleratnom periodu je odbio da se priključi boljševicima, nakon čega se povukao iz radničkog pokreta, ne želeći da učestvuje u sukobima zavađenih struja.
Protivio se kako nacionalističkoj, tako i boljševičkoj politici, zalažući se za građanske slobode, parlamentarizam i socijaldemokratsku politiku. Zastupao je politiku konkretnih reformi koje poboljšavaju život radnika.

## Život
Dragiša je rođen u Užicu 1867. godine. Odrastao je u Požegi, gde je završio nekoliko razreda osnovne škole, nakon čega je nastavio da se sam obrazuje. U početku je radio uglavnom nekvalifikovane fizičke poslove, prvo u pekari pa u mehani. Ubrzo su ga, kao pismenog čoveka, postavili za opštinskog delovođu. Tu je stekao takav ugled da su ga, kao opozicionara, izabrali za predsednika opštine 1893. godine, ali je srpska Vlada poništila taj izbor. Krajem 19. veka je aktivno učestvovao u organizovanju radničkog pokreta u Kraljevini Srbiji. Sarađivao u listovima Socijaldemokrat i Radničke novine, koje kasnije uređuje. Učio je ruski i nemački da bi čitao socijalističku literaturu. 1898. godine je potpisao prvu peticiju u kojoj su izneseni zahtevi socijalista, zbog čega je osuđen na šest meseci zatvora.
Lapčević je politički delovao kao protivnik obrenovićevskog režima, zajedno sa radikalima, socijalistima i drugim demokratski opredeljenim grupama. U masovnim hapšenjima nakon tzv. ivanjdanskog atentata na kralja Milana, i Lapčević je bio uhapšen i osuđen na robiju, ali je ubrzo oslobođen. Na poziv beogradskih prijatelja 1902. godine seli se u Beograd, kako bi pomagao u osnivanju radničkih organizacija.
Na osnivačkim kongresima Lapčević je izabran za predsednika Socijaldemokratske stranke (1903) i za sekretara Glavnog radničkog saveza (tadašnje sindikalne centrale). Zbog sukoba u stranci podneo je ostavku na predsednički položaj 1905. Na VII kongresu SSDS 1909. ponovo je izabran u najviše stranačko rukovodstvo. Na tom položaju je ostao narednih nekoliko godina, sve do izbijanja prvog svetskog rata. Biran je za narodnog poslanika i za odbornika Beogradske opštine. U Beogradskoj opštini zastupao je interese periferije grada i zahtevao poboljšanje životnih uslova u sirotinjskim četvrtima. Takođe je učestvovao u međunarodnom socijalističkom i sindikalnom pokretu.
Dragiša Lapčević se isticao kao govornik, a svojim skupštinskim govorima kritikuje velike izdatke za vojsku, policiju, birokratiju i monarhiju, i protestuje zbog nedovoljnih izdvajanja za prosvetu, za narodno zdravlje i unapređenje privrede. Zahtevao je opšte pravo glasa, slobodu štampe, slobodu okupljanja i udruživanja, te druge demokratske slobode. Lapčević je kao dosledni anti-militarista u skupštini Srbije glasao protiv ratnih budžeta uoči balkanskih ratova, zalažući se za Balkansku federaciju.
| „                            | Deleći Balkan na pojedine male zemlje vi ćete stvoriti izvore za nova trvenja među balkanskim narodima i balkanskim državicama. | ” |
| — Govor u Narodnoj skupštini | |   |

Lapčević je opominjao da niko ne može biti zadovoljan granicama koje će se postaviti i da svaki rat vodi samo u novi rat. Najteži trenuci njegovog političkog rada nastali su kada su izbili ratovi 1912, 1913. i 1914. godine. Srpski socijalistički poslanici – Dragiša Lapčević i Triša Kaclerović – su tri puta glasali protiv ratnih kredita, zbog čega su trpeli veliki pritisak sredine, koja ih je optuživala za podrivanje nacionalnih interesa. Bilo im je naročito teško zato što isto nisu učinili socijalistički poslanici u parlamentima Austrije, Nemačke, Francuske, Belgije, Britanije.
Uoči prvog svetskog rata, u političkom životu Srbije se jako osećao uticaj Crne ruke, tajne oficirske organizacije. 1914. je u Bitolju došlo do incidenta povodom pitanja prioriteta građanske nad vojnom vlašću. Tada je Lapčević u Skupštini podneo interpelaciju na vladu, što trpi ilegalne organizacije. Međutim, njegova inicijativa je tada ostala bez većeg odjeka, a Skupština se zadovoljila odgovorom predsednika vlade.
Nakon pobede boljševika u oktobarskoj revoluciji, mnogi u radničkom pokretu tadašnje Jugoslavije se okreću boljševizmu i njihovom autoritarnom modelu izgradnje komunizma, zahtevajući autoritarno-revolucionarni prevrat u vidu jednopartijske vlasti. Lapčević i drugi demokratski socijalisti su smatrali da bilo kakva revolucija u nerazvijenoj i zaostaloj zemlji nema izgleda na uspeh. Boljševički koncept revolucije zasnovan na jednopartijskoj vlasti je smatran devijacijom. Nakon stvaranja Kraljevine SHS, došlo je do kongresa ujedinjenja levih stranaka 1919. godine, kad je stvorena Socijalistička radnička partija Jugoslavije (komunista), ali je Lapčević odbio da uđe u centralno rukovodstvo. Na Vukovarskom kongresu Socijalističke radničke partije Jugoslavije 1920. godine, Lapčević je istupao protiv boljševika (autoritarnih komunista) i odbio da pristupi boljševicima. Tada se jugoslovenski radnički pokret pocepao na autoritarno i demokratsko krilo, a Lapčević je postao jedan od vođa u demokratskom krilu. Od 1926. godine Lapčević je pokušavao da stvori jedinstven sindikalni pokret na principima političke neutralnosti i distanciranja od jugoslovenskih boljševika i pristalica Topalovića.
U poslednjim godinama života je prestao s političkom delatnošću. Nakon povlačenja iz politike, posvetio se pisanju i novinarstvu. Izabran je za predsednika Udruženja novinara Srbije. Narodna skupština postavila ga je za svog bibliotekara. Sa tog radnog mesta je i penzionisan.
Preminuo je u avgustu 1939. godine.

## Misli
Lapčević je bio dosledan Drugoj internacionali i njenim marksistima, naročito Karlu Kauckom, dok su od ruskih teoretičara na njega uticali Plehanov i demokratski socijalisti 19. veka. Boljševike, Lenjina i delatnost Treće internacionale (Kominterne) nikada nije smatrao za prave izvore socijalističke teorije i prakse, jer je uvek naglašavao demokratsku stranu borbe za socijalizam. Od srpskih mislilaca, cenio je Svetozara Markovića.
Po Dragiši Lapčeviću, osnov nauke o društvu temelji se na poznavanju prirodnih zakona i "objektivnih faktora" specifičnog toka istorije i zakonitosti razvitka društvenih pojava, na prvom mestu ekonomskih. Celokupna radnička borba, koja bi trebalo da je evoluciono-demokratska (reformsko-demokratska) dok ne postane moguća kao revolucionarno-demokratska, mora se voditi za pojedinca kao samosvrhu. A radnička revolucija podrazumeva postojanje političke demokratije. Kada se u budućnosti ispune ekonomski uslovi potrebni za realizaciju ekonomskog socijalizma, parlament i demokratski mehanizmi mogu postati oruđe demokratske radničke vlasti za korenitu promenu, kao što je sada parlament oruđe za vlast kapitala.

## Dela
Najvažnija dela Dragiše Lapčevića su: 
- Istorija socijalizma u Srbiji (1922)
- Rat i srpska socijalna demokratija (1925)
- Položaj radničke klase u Srbiji (1928)

## Literatura
- William English Walling, The Socialists and the War. Books.google.com. Приступљено 1. 4. 2012.

## Spoljašnje veze
- Biografija Dragiše Lapcevića; izvor: www.yurope.com
- Biografija Dragiše Lapcevića; izvor: www.beogradskagroblja.com
- Biografija Dragiše Lapcevića; izvor: www.osmackat.skolskabiblioteka.com
- Biografija Dragiše Lapcevića; izvor: www.srpskilegat.rs
- Govor Dragiše Lapčevića u Skupštini Srbije 18-31-jula-1914. godine
- Govore iz Narodne skupštine iz perioda 1914-1915.
- Dragiša Lapčević "O našim Muslimanima"
- Spisak predsednika UNS-a
- "Vreme", 14. nov. 1934